# لياندرو دياز (لاعب كرة قدم)
لياندرو دياز (بالإسبانية: Leandro Nicolás Díaz)‏ (6 يونيو 1992 في الأرجنتين - ) هو لاعب كرة قدم أرجنتيني في مركز الهجوم. لعب مع أتليتيكو توكومان وإيفرتون دي فينا ديل مار وتيغري وفيرو كاريل أويستي ونادي لانوس وهوراكان وتيبورونيس روخوس دي فيراكروز.

## وصلات خارجية
- لياندرو دياز (لاعب كرة قدم) على موقع إي إس بي إن إف سي (الإنجليزية)
- لياندرو دياز (لاعب كرة قدم) على موقع قاعدة بيانات كرة القدم.إي يو (الإنجليزية)
- لياندرو دياز (لاعب كرة قدم) على موقع Soccerway.com (الإنجليزية)
- لياندرو دياز (لاعب كرة قدم) على موقع عالم كرة القدم.نت (الإنجليزية)